# Stefano Pellegrini (1967)
Stefano Pellegrini (Varese, 6 luglio 1967) è un ex calciatore italiano, di ruolo difensore.
È il terzo di fratelli calciatori, fra cui Luca e Davide.

## Carriera
Ha giocato in Serie A con le maglia di Sampdoria, Roma e Udinese. Nel gennaio del 1996 passa dall'Udinese al Carpi (Serie C1) per 30 milioni di lire, dopo aver passato dei problemi fisici.

## Statistiche

### Presenze e reti nei club
| Stagione    | Squadra     | Campionato  | Campionato | Campionato | Coppe nazionali | Coppe nazionali | Coppe nazionali | Coppe continentali | Coppe continentali | Coppe continentali | Altre coppe | Altre coppe | Altre coppe | Totale | Totale |
| Stagione    | Squadra     | Comp        | Pres       | Reti       | Comp            | Pres            | Reti            | Comp               | Pres               | Reti               | Comp        | Pres        | Reti        | Pres   | Reti   |
| ----------- | ----------- | ----------- | ---------- | ---------- | --------------- | --------------- | --------------- | ------------------ | ------------------ | ------------------ | ----------- | ----------- | ----------- | ------ | ------ |
| 1989-1990   | Roma        | A           | 18         | 0          | CI              | 5               | 0               | -                  | -                  | -                  | -           | -           | -           | 23     | 0      |
| 1990-1991   | Roma        | A           | 14         | 0          | CI              | 8               | 0               | CU                 | 5                  | 0                  | -           | -           | -           | 27     | 0      |
| 1991-1992   | Roma        | A           | 12         | 1          | CI              | 5               | 0               | CdC                | 2                  | 0                  | SI          | 0           | 0           | 19     | 1      |
| Totale Roma | Totale Roma | Totale Roma | 44         | 1          |                 | 18              | 0               |                    | 7                  | 0                  |             | 0           | 0           | 69     | 1      |

## Palmarès
- Coppa Italia: 2

Sampdoria: 1988-1989
Roma: 1990-1991
- Coppa Italia Serie C: 1

Monza: 1987-1988